# Mount Vernon (Ohio)
Mount Vernon è una località degli Stati Uniti d'America, capoluogo della contea di Knox, nello Stato dell'Ohio.